# Býčina
Býčina je malá vesnice v okrese Mladá Boleslav, je součástí obce Kněžmost. Nachází se dva kilometry západně od Kněžmostu. Vesnicí prochází silnice II/276.

## Historie
První písemná zmínka o vesnici pochází z roku 134.

## Galerie

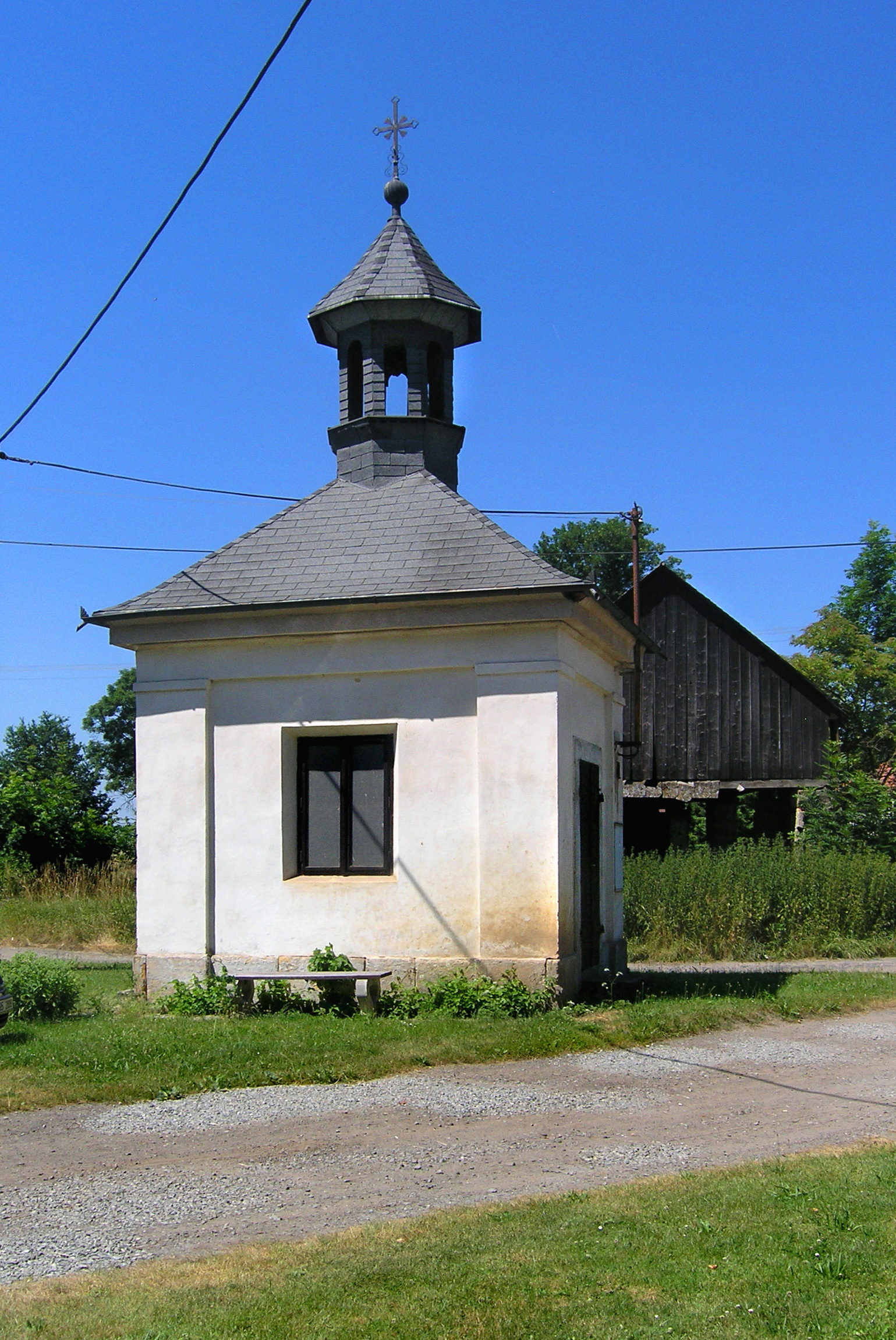
Kaple
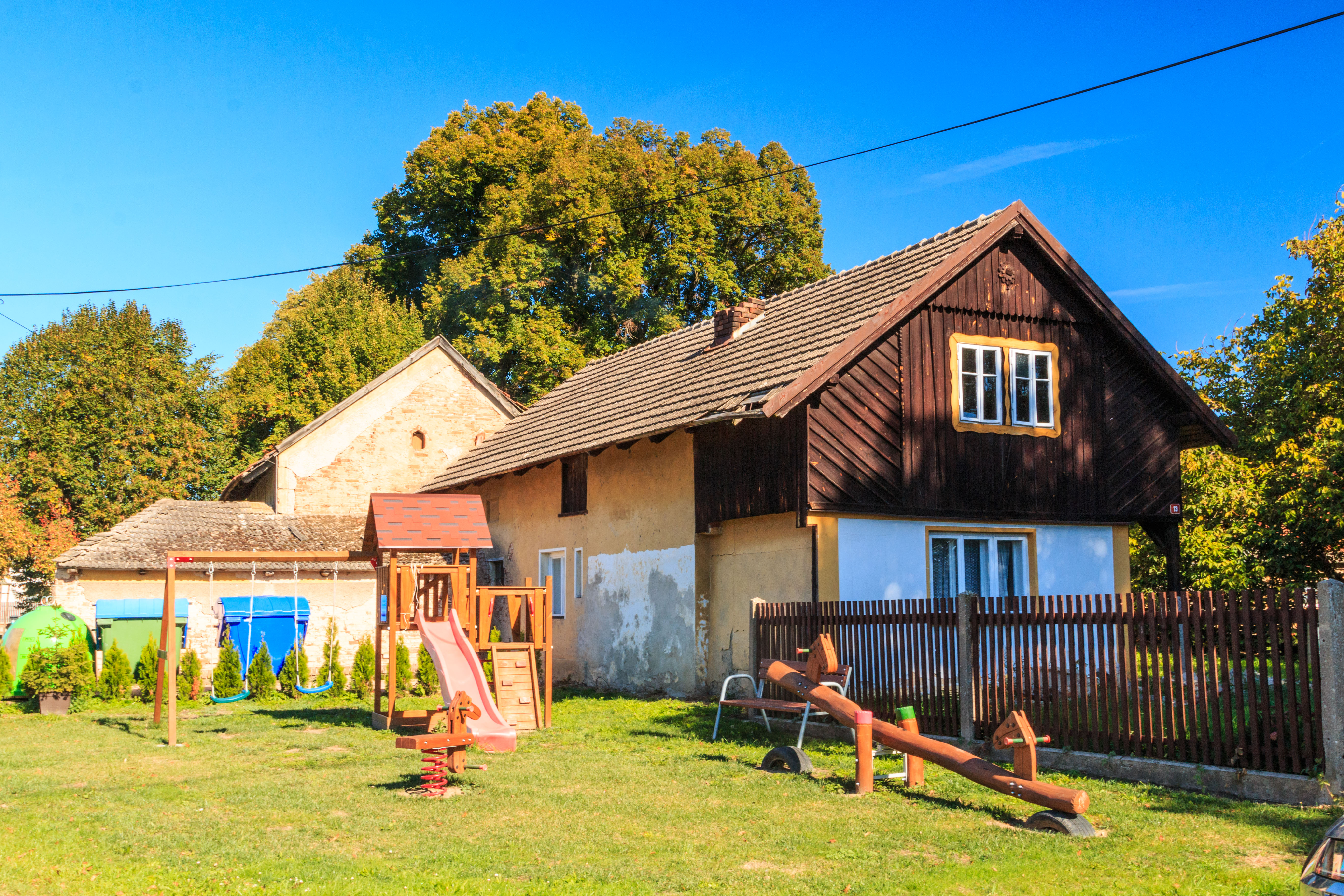
Dům čp. 13
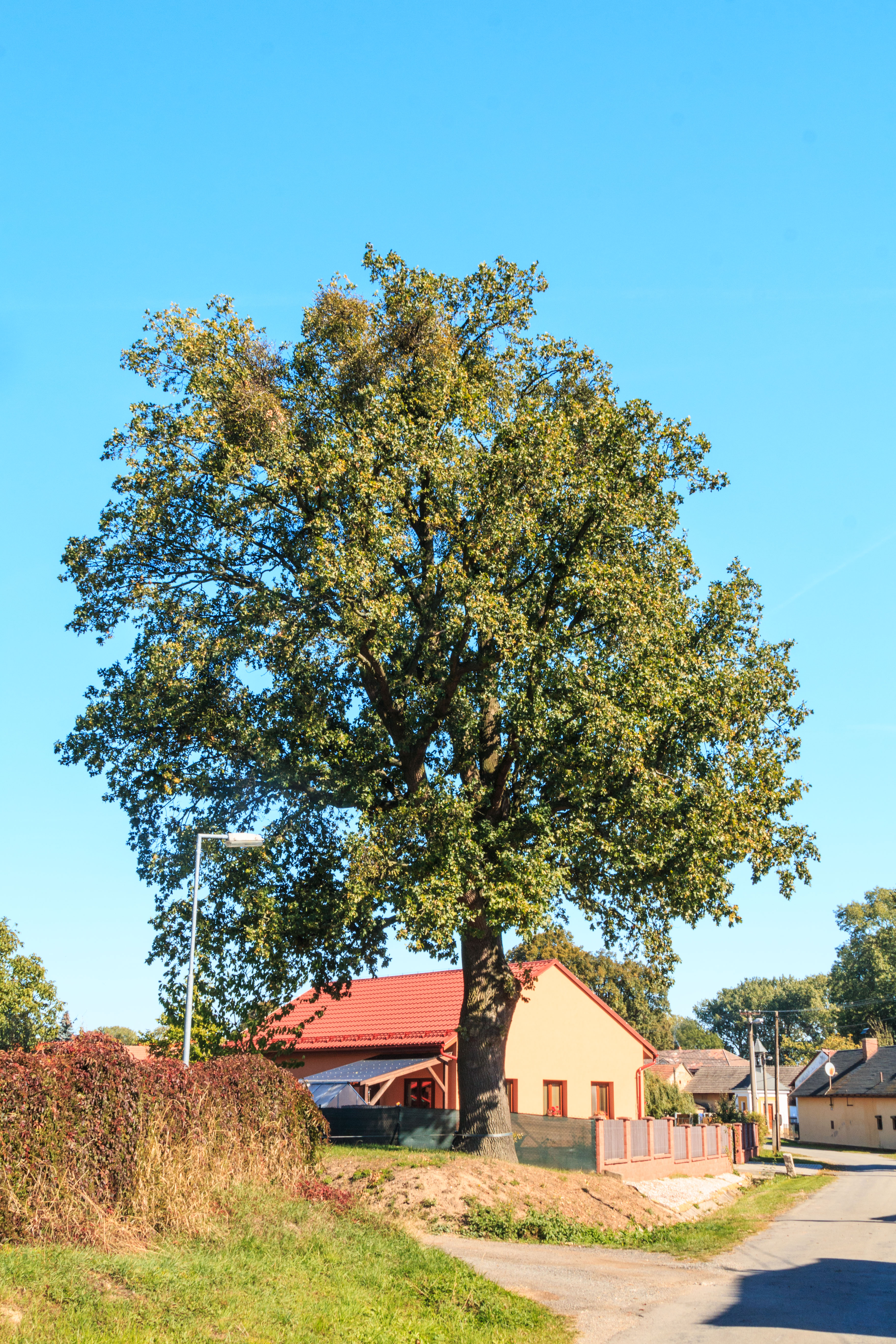
Dům čp. 18
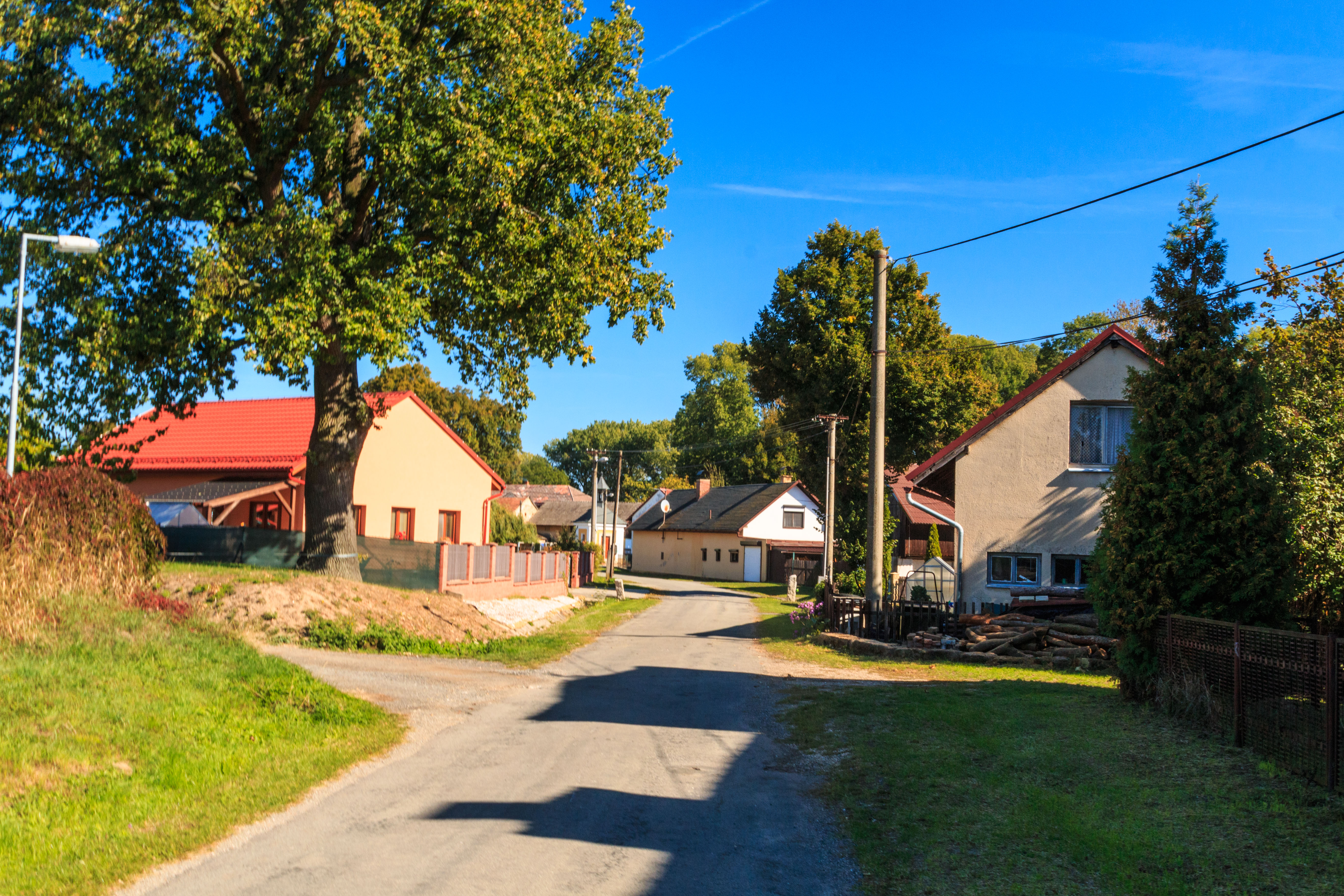
Dům čp. 3
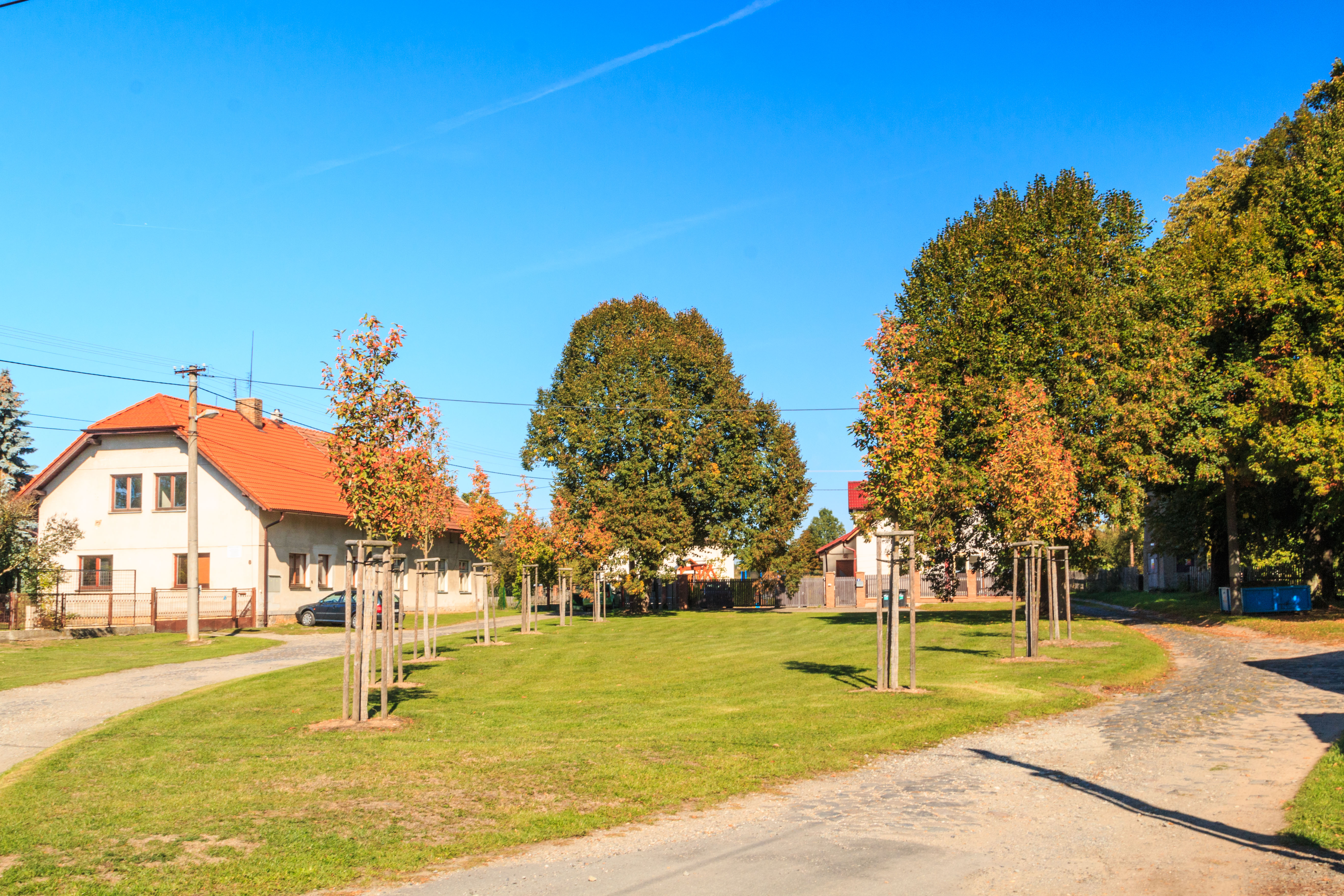
Náves